# Oscar Verraes
Oscar Verraes (Brussel, 12 februari 1854 - Veurne, 25 mei 1935) was burgemeester van de Belgische gemeente Veurne.

## Levensloop
Oscar Leopold Alfred Verraes was arts van beroep. Hij bleef vrijgezel.
Hij was de zoon van Victor Verraes (Menen, 1829 - Brugge, 1916) en Justine De Vos (1830-1857). Zijn vader was directeur van de 'Messagerie de Gand et Cie' in Brugge.
Hij werd tot gemeenteraadslid van Veurne verkozen in 1887 en werd er schepen in 1912. Nadat burgemeester Raphaël de Spot in zijn hoedanigheid van senator tijdens de Eerste Wereldoorlog de Belgische regering in ballingschap was gevolgd naar Le Havre en ontslag had genomen, fungeerde Verraes tot in 1918 als dienstdoende burgemeester. Hij werd nadien weer schepen, en in oktober 1921 werd hij tot burgemeester benoemd en oefende het ambt uit tot aan zijn dood.